# Little Smeaton (Hambleton)
Little Smeaton – osada w Anglii, w North Yorkshire, w dystrykcie (unitary authority) North Yorkshire. W 2001 osada liczyła 45 mieszkańców. Little Smeaton jest wspomniana w Domesday Book (1086) jako Smidetune/Smitune.